# Османов, Нариман Рустемович
Нариман Рустемович Османов (6 августа 1970) — советский и узбекистанский футболист, вратарь.

## Биография
В начале взрослой карьеры провёл четыре сезона в клубе второй лиги СССР «Автомобилчи» (Коканд). Весной 1991 года играл во второй низшей лиге за «Багдадчи» (Багдад).
После распада СССР в течение сезона продолжал играть за клуб из Коканда, переименованный в «Темирйулчи», был его основным вратарём. Финалист первого розыгрыша Кубка Узбекистана, в финале против «Навбахора» забил один из послематчевых пенальти, однако его команда уступила. 9 сентября 1992 года забил гол с пенальти в матче высшей лиги Узбекистана в ворота «Янгиера» (5:1). В 1993 году перешёл в «Нефтчи» (Фергана), выступал за клуб три сезона, за это время стал трёхкратным чемпионом Узбекистана, а также обладателем Кубка страны (1994). Финалист Кубка чемпионов Содружества (1994). В 1996 году выступал за ташкентский МХСК, ставший бронзовым призёром.
Также в этот период выступал или был на просмотре в симферопольской «Таврии» и венгерском «Видеотоне».
В 1998 году вернулся в «Темирйулчи». Затем полтора сезона играл за «Дустлик» из Ташкентской области, стал чемпионом Узбекистана 1999 года, пропустив за сезон только 4 гола в 15 матчах. После ухода из «Дустлика» ещё полсезона играл за «Темирйулчи», а затем три года выступал за «Насаф» (Карши), но не был основным вратарём клуба. С «Насафом» стал бронзовым призёром чемпионата и финалистом Кубка Узбекистана.
Всего в высшей лиге Узбекистана сыграл 170 матчей.
В последние годы карьеры играл на любительском уровне за клубы Крыма. Чемпион Крыма и серебряный призёр любительского чемпионата Украины 2005 года в составе команды «Феникс-Ильичёвец» (Калинино).
В 2000 году в составе сборной Узбекистана принимал участие в финальном турнире Кубка Азии, однако во всех матчах остался запасным, а сборная не смогла выйти из группы.
В 2006 году выступал за сборную крымских татар на международном турнире ELF Cup (Северный Кипр), сыграл все 5 матчей и стал финалистом турнира.

## Достижения
- Чемпион Узбекистана: 1993, 1994, 1995, 1999
- Бронзовый призёр чемпионата Узбекистана: 1996, 2001
- Обладатель Кубка Узбекистана: 1994
- Финалист Кубка Узбекистана: 1992, 2003